# El Maderal
El Maderal – gmina w Hiszpanii, w prowincji Zamora, w Kastylii i León, o powierzchni 29,71 km². W 2011 roku gmina liczyła 233 mieszkańców.